# Elio Rinero
Elio Rinero (ur. 8 kwietnia 1947 w Beinasco) – włoski piłkarz, grający na pozycji pomocnika, trener piłkarski.

## Kariera piłkarska
Wychowanek Juventusu, w barwach którego w 1966 rozpoczął karierę piłkarską. W sezonie 1967/68 został wypożyczony do Verony, a w następnym do Lazio. W 1969 został piłkarzem Genoi. Potem występował w klubach Reggina, SPAL, Salernitana i Alessandria. W 1976 przeszedł do Bari, w którym zakończył karierę piłkarską w roku 1977.

## Kariera trenerska
W 1977 roku rozpoczął pracę trenerską w klubie Pinerolo. Potem do 1983 prowadził Cuneo i Bra.

## Sukcesy i odznaczenia

### Sukcesy klubowe
Juventus
- mistrz Włoch: 1966/67

Lazio
- mistrz Serie B: 1968/69

SPAL
- mistrz Serie C: 1972/73 (gr. B)

Bari
- mistrz Serie C: 1976/77 (gr. C)